# ۵۶۸ (خورشیدی)
۵۶۸ پانصد و شصت و هشتمین سال هجری خورشیدی است.